# Dolné Zahorany
Dolné Zahorany, ungarisch Magyarhegymeg (1927–1948 slowakisch „Uhorské Zahorany“ – bis 1927 „Maďarské Zahorany“) ist eine Gemeinde in der südlichen Mittelslowakei mit 175 Einwohnern (Stand 31. Dezember 2024), die im Okres Rimavská Sobota, einem Kreis des Banskobystrický kraj, liegt und zur traditionellen Landschaft Gemer gehört.

## Geographie

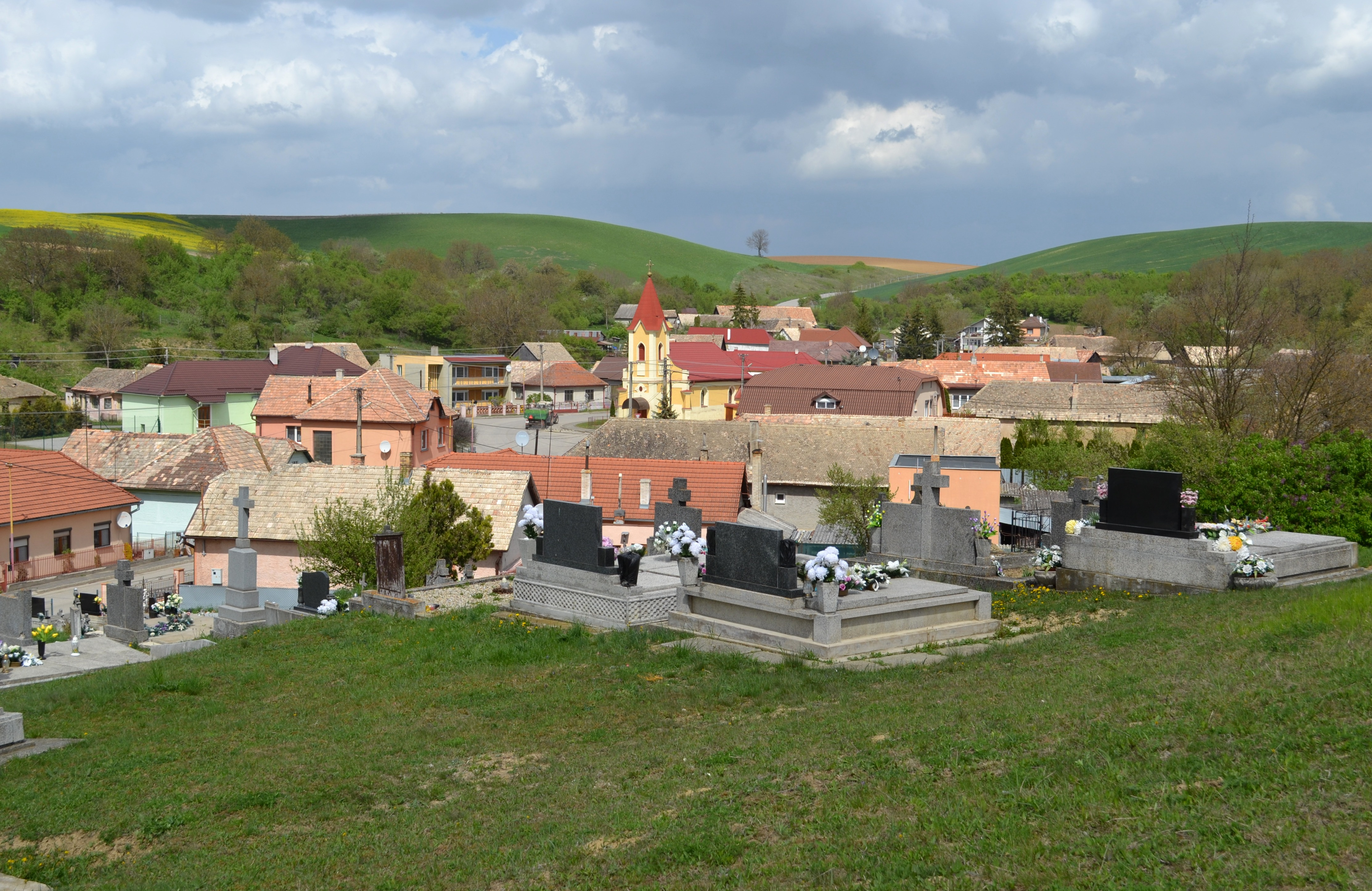
Blick auf Dolné Zahorany und Umgebung

Die Gemeinde befindet sich am Übergang vom westlich gelegenen Talkessel Lučenská kotlina in den weiter östlich liegenden Talkessel Rimavská kotlina (beide Teil der größeren Einheit Juhoslovenská kotlina), im Quellbereich eines Baches im Einzugsgebiet der Suchá und somit des Ipeľ. Das Ortszentrum liegt auf einer Höhe von 254 m n.m. und ist 12 Kilometer von Rimavská Sobota entfernt.
Nachbargemeinden sind Ožďany im Norden und Husiná im Osten, Süden und Westen.

## Geschichte

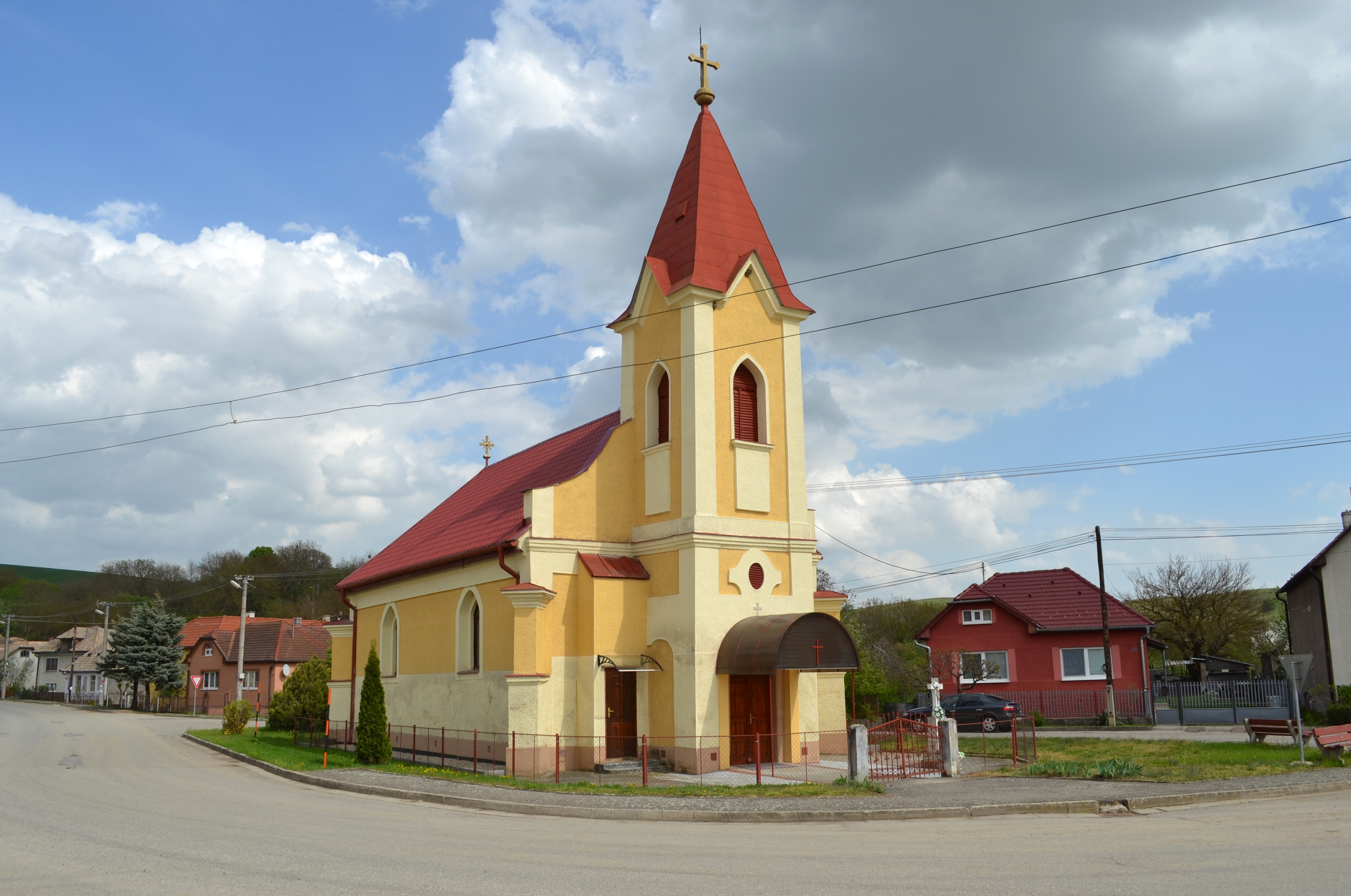
Kirche in Dolné Zahorany

Dolné Zahorany wurde zum ersten Mal 1341 als Hegmuky schriftlich erwähnt und lag im Herrschaftsgebiet der Burg Hajnáčka und war noch genauer Besitz des Geschlechts Szécsényi. Bis zum Ende des 16. Jahrhunderts waren neun Adelsfamilien Besitzer des Ortes, die Familie Parlagi besaß die Ortsgüter zwischen 1552 und 1592. Spätere Gutsbesitzer sind nicht namentlich aufgeführt. Das ursprüngliche Siegel der Gemeinde wurde im Jahr 1774 gefertigt. 1828 zählte man 38 Häuser und 281 Einwohner, die als Landwirte beschäftigt waren.
Bis 1918/19 gehörte der im Komitat Gemer und Kleinhont liegende Ort zum Königreich Ungarn und kam danach zur Tschechoslowakei beziehungsweise heute Slowakei. Auf Grund des Ersten Wiener Schiedsspruchs lag er von 1938 bis 1944 noch einmal in Ungarn.

## Bevölkerung
| Jahr                | 1994 | 2004    | 2014    | 2024    |
| ------------------- | ---- | ------- | ------- | ------- |
| Anzahl der Personen | 218  | 208     | 189     | 175     |
| Unterschied         |      | −4,58 % | −9,13 % | −7,40 % |

| Jahr                | 2023 | 2024    |
| ------------------- | ---- | ------- |
| Anzahl der Personen | 174  | 175     |
| Unterschied         |      | +0,57 % |

Gemäß der Volkszählung 2011 wohnten in Dolné Zahorany 196 Einwohner, davon 167 Magyaren und 21 Slowaken. Acht Einwohner machten keine Angabe zur Ethnie.
186 Einwohner bekannten sich zur römisch-katholischen Kirche sowie jeweils ein Einwohner zur Evangelischen Kirche A. B. und zur reformierten Kirche. Bei acht Einwohnern wurde die Konfession nicht ermittelt.

## Baudenkmäler
- römisch-katholische Erzengel-Michael-Kirche im spätklassizistischen Stil aus dem Jahr 1885[6]

## Verkehr
Durch Dolné Zahorany verläuft die Straße 3. Ordnung 2741 zwischen Veľké Dravce und Rimavská Sobota. Bahnanschluss gibt es keinen, nachdem die Bahnstrecke Rimavská Sobota–Poltár mit der Haltestelle Dolné Zahorany seit 2007 offiziell aufgelassen ist.